# Fomboni FC
Fomboni Football Club w skrócie Fomboni FC – komoryjski klub piłkarski, mający siedzibę w mieście Fomboni, grający w pierwszej lidze komoryjskiej.

## Sukcesy
- Championnat des Comores[1]:
  - mistrzostwo (3): 2002, 2014, 2019.

- Puchar Komorów[2]:
  - zwycięstwo (1): 2015.

## Występy w afrykańskich pucharach
| Sezon     | Rozgrywki           | Runda   | Kraj    | Klub                 | Dom | Wyjazd | Dwumecz |
| --------- | ------------------- | ------- | ------- | -------------------- | --- | ------ | ------- |
| 2015      | Liga Mistrzów       | wstępna | Malawi  | Nyasa Big Bullets FC | 0–1 | 2–2    | 2–3     |
| 2016      | Puchar Konfederacji | wstępna | Burundi | Atlético Olympic FC  | 1–0 | 0–2    | 1–2     |
| 2019/2020 | Liga Mistrzów       | wstępna | Seszele | Côte d’Or FC         | 2–2 | 1–1    | 3–3     |

## Stadion
Domowe mecze klub rozgrywa na stadionie o nazwie Stade Ahmed Matoire w Fomboni, który może pomieścić 1000 widzów.